# Hui (Māori-Versammlung)
Hui ist ein neuseeländischer Begriff für eine Versammlung, ein Treffen, ein Seminar oder eine Konferenz. Die Formalität und der Zweck eines Hui kann sehr unterschiedlich sein. Hui kann Hochzeitsfeiern und Tangi (Beerdigungen) umfassen und reicht von gesellschaftlichen Treffen bis hin zu politischen Treffen.
Ursprünglich aus der Māori-Sprache stammend, wurde das Wort bereits 1846 von Europäern verwendet, um sich auf Māori-Versammlungen zu beziehen. Es wird heute im neuseeländischen Englisch zunehmend auch für Ereignisse verwendet, die nicht ausschließlich Māori vorbehalten sind.